# Emil Isac és a magyar irodalom
Emil Isac és a magyar irodalom – A magyar irodalomhoz fűződő kapcsolatainak lényegét maga Emil Isac (1886–1954) határozta meg a progresszív román sajtóról szóló s Ady Endrének ajánlott cikkében: „Nem kell azonban prófétai meggyőződés ahhoz, hogy végre a román és magyar kultúrérintkezést azok fogják megcsinálni, akik mindkét részről szenvedelem és elfogultság nélkül képesek egymás bűneit és erényeit megbírálni.” (Huszadik Század, Budapest, 1914/3).

## A 20. század elején
Emil Isac román költő a bevezetőben idézett bátor szókimondással párosult elvéhez több mint fél évszázadon át hű maradt attól kezdve, hogy első – Alecsandriról szóló – írása a kolozsvári Ellenzék 1902. december 10-i számában megjelent. A következő esztendőben az akkor Kun Béla felelős szerkesztésében megjelenő Kolozsvári Friss Újság munkatársául szegődött, ahol maró gúnnyal megírt közéleti kommentárjait, útirajzát és néhány magyarra fordított versét közölték. Csakhamar szoros kapcsolatba került a századelő jobbára fiatalok által szerkesztett kolozsvári folyóirataival is (A Fáklya, Egyetemi Lapok, Erdélyi Lapok, Haladás, Kolozsvári Szemle, Új Erdély), s írásainak megcsontosodott nézeteket semmibe vevő hangvétele általános rokonszenvet keltett.
Olyan kezdeményezések fűződnek nevéhez, mint a román irodalom főbb irányzatait ismertető előadássorozat, amelynek meghívott előadói a kortárs román szellemi élet legkiválóbb képviselői lettek volna (1911); magyar tudósok és közéleti férfiak felkérése, hogy szóljanak hozzá a bukaresti Noua Revistă Română európai visszhangot keltett körkérdéséhez, amely a Balkán-félsziget tartós békéjének előfeltételeit volt hivatva tisztázni (1913); a Szentimrei Jenő szerkesztésében megjelenő Új Erdély hasábjain nyilvánított „szabad véleménye” Erdély kultúrájának elodázhatatlanná vált demokratizálásáról (1918). Kapcsolatot talált a magyar progresszió központi sajtóorgánumaival is. Publicisztikai és szépirodalmi írásait a Jövendő (1903-1906), Független Magyarország (1910), Huszadik Század (1914–18), Népszava (1918), Esztendő (1918), Nyugat (1913–32), Szabadgondolat (1918) és Világ (1911–18) közölte. A Bodor Aladár hagyatékában (MTA Kézirattára) fennmaradt leveléből kitűnik, hogy magyar nyelvű írásaiból kötetet szándékozott összeállítani a Tevan Könyvtár számára. Terve a világháborús nehézségek miatt nem valósulhatott meg.
Isac személyes kapcsolatait a kölcsönös megértés szolgálatába állította. A kolozsvári magyar írók közül egykori iskolatársához, Kuncz Aladárhoz fűzte barátság; Sütő Nagy László, a Kolozsvári (később Erdélyi) Szemle szerkesztője negyed évszázadon át élvezte támogatását; Jékey Aladárral való ismeretségét közös rajongásuk Ady Endre iránt tette bensőségessé.
Ady egyébként kulcsfontosságú szerepet játszik Isac világnézetének alakításában, ugyanis „Ady nevére hivatkozott mint a román–magyar viszony igazságos történelmi megoldásánál számba jövő megannyi politikai, társadalmi és kulturális kérdés tisztázására felhozott érveinek messze világító támaszára” (Ion Brad). Személyesen 1909 nyarán ismerkedtek meg Kolozsvárt. Közös problémáikról folytatott beszélgetéseik hatására Isac a magyar költő leglelkesebb román hívéül szegődök, életcéljának tekintve, hogy Ady egyéniségét megismertesse a román irodalmi közvéleménnyel.
Feltehetőleg Kuncz Aladár közvetítésével került kapcsolatba a Nyugat többi nagy írójával, elsősorban Babits Mihállyal és Kosztolányi Dezsővel. Velük folytatott levelezéséből a 20. századi román–magyar írói összefogás ígéretes lehetőségének körvonalai bontakoztak ki; kölcsönös műfordítói tevékenységüket össze szándékozták kapcsolni az I. világháború idején és a későbbiekben a „kulturális testvériség demonstrálásával” (Babits).

## A két világháború közt
Isac a két világháború közötti években az európai írók Henri Barbusse és Romain Rolland kezdeményezte szolidaritási mozgalma, a Clarté szellemében – amelyhez 1919-ben Babits Játszottam a kezével c. versére hivatkozva csatlakozott – igyekszik emigrációba kényszerült radikális magyar íróbarátait (Bölöni Györgyöt, Hatvany Lajost és társait) támogatni; mint az erdélyi színházak művészeti felügyelője is elő akarta segíteni az erdélyi magyar műveltség zökkenőmentes beilleszkedését Románia szellemi életébe. Jóllehet ez irányú működése a kortársak számára nemegyszer ellentmondásosnak tűnt, célkitűzéseit gyakori programadó nyilatkozatain kívül olyan gesztusok fémjelzik, mint a nagybányai művésztelep létjogosultságának védelme, a magyar írókhoz intézett manifesztumai az Ideea europeană (1920), Nagyváradi Napló (1920), Napkelet (1921), Bécsi Magyar Újság (1922) hasábjain, valamint az erdélyi magyar költők Octavian Şireagu által a Román Pen Club megbízásából összeállított antológiájához írott előszava.

## A második világháború után
Az 1944 utáni években attól a meggyőződéstől indíttatva, miszerint „minden nyelv egyformán fejezheti ki a szeretetet, a megértést, a barátságot” (Jancsó Elemér emlékkönyvébe írt sorai), kivette részét az irodalmi élet új alapokra helyezéséből. A România Liberă, Igazság, Utunk és Világosság hasábjain a román és magyar irodalom nagyjainak példájára hivatkozva int a közös sorsvállalás kötelezettségére, sőt – törékeny egészségi állapota ellenére – 1947 kora tavaszán arra is vállalkozott, hogy egy román íróküldöttség tagjaként Budapesten, „a művészet és barátság városában” (România Liberă, 1947. május 17–18.) a kulturális közeledés érdekében munkálkodjék.
Kapcsolattörténeti szempontból jelentős, hogy hosszú évtizedeken át Emil Isac egyike volt a magyarul legtöbbet megszólaltatott román költőknek. Majtényi Erik tolmácsolásában Őszi ének címen 1962-ben posztumusz magyar kötete is megjelent, Mircea Zaciu előszavával.